# Iso Sikosaari (ö i Mellersta Finland, Jyväskylä)
Iso Sikosaari är en ö i Finland. Den ligger i sjön Vesankajärvi och i kommunen Jyväskylä i den ekonomiska regionen  Jyväskylä ekonomiska region  och landskapet Mellersta Finland, i den centrala delen av landet, 240 km norr om huvudstaden Helsingfors. Öns area är 5,4 hektar och dess största längd är 430 meter i öst-västlig riktning.